# Srećko Stipović
Srećko Stipović (Travnik, 9. rujna 1959.), hrvatski novinar, fotograf, snimatelj i publicist iz Bosne i Hercegovine.

## Životopis
U Sarajevu je 1987. godine diplomirao žurnalistiku na Fakultetu političkih znanosti. Novinarstvom se bavi od 1981., a kao novinar i fotoreporter surađivao je s Jutarnjim listom, Večernjim listom, Slobodnom Dalmacijom, BHRT-om, Radijom Slobodna Europa i agencijom Anadolijom. Kao fotograf surađivao je s fotoagencijama Pixsell i Cropix.
Snimio je nekoliko dokumentarnih filmova. Svoje TV priloge sam snima i montira. S Marinkom Slipcem surađivao je na izradi dokumentarnih filmova Divovi Središnje Bosne i Tise u Bosni i Hercegovini.
Živi i radi u Vitezu.

## Djela
(popis nepotpun)
- Umrijeti ali živjeti, fotomonografija, 1994.[4]
- Terorizam bez kazne, fotomonografija, 2014.[5]
- Vitez, grad i općina, monografija, 2018. (sa Zvonimirom Čilićem i Željkom Kocajom)[6]
- Svjetlost i nada – Bolnica u Novoj Biloj i Bijeli put, fotomonografija, 2017. (sa Zvonimirom Čilićem i Željkom Kocajom)[7]
- Hrvatska bolnica "Dr. fra Mato Nikolić" Nova Bila, fotomonografija, 2019. (sa Zvonimirom Čilićem i Željkom Kocajom)[8]
- Špiljski čovjek u srcu Europe,  e-knjiga, 2021.[9]

## Filmografija[10]
(popis nepotpun)
- "Vode srednje Bosne" kao snimatelj (2008.)
- "Pogrešan krug" kao snimatelj (2007.)
- "Divovi Središnje Bosne" kao suautor i pripovjedač (2011.)
- "Tise u Bosni i Hercegovini" kao snimatelj (2014.)
- "Tetoviranje katolika u Bosni" (2019.)[11]

## Vanjske poveznice
- Srećko Stipović u internetskoj bazi filmova IMDb-u (engl.)
- flash.ba